# Архангельский, Пётр Петрович
Пётр Петро́вич Арха́нгельский (29 августа 1910, Мценск — 21 мая 1998, Минск) — советский военачальник, генерал-лейтенант авиации.

## Биография
Пётр Петрович Архангельский родился 29 августа 1910 года в Мценске.

## Военная служба

### Межвоенное время
В январе 1933 года был призван в ряды РККА и направлен в 1-ю военную школу лётчиков имени А. Ф. Мясникова в пгт Кача, а в ноябре — в 9-ю военную школу лётчиков и лётчиков-наблюдателей в Харькове, после окончания которой с декабря 1935 года служил в 81-й авиационной бригаде (Киевский военный округ) пилотом и младшим лётчиком, с августа 1936 года — младшим лётчиком 21-й скоростной бомбардировочной авиаэскадрильи, а с апреля 1937 года — старшим лётчиком 25-й скоростной бомбардировочной авиаэскадрильи. Являясь старшим лётчиком, принимал участие в Гражданской войне в Испании.
В мае 1938 года был назначен на должность командира авиаэскадрильи в составе 33-й авиационной бригады (Киевский военный округ), в декабре — на должность помощника командира 33-го авиационного полка, а в ноябре 1939 года — на должность командира 12-й авиационной бригады.
После окончания курсов усовершенствования командного состава Высшей военной академии имени К. Е. Ворошилова Архангельский в октябре 1940 года был назначен на должность заместителя командира 33-й смешанной авиационной дивизии (Дальневосточный фронт), а в мае 1941 года — на должность командира 2-й смешанной авиационной дивизии.

### Великая Отечественная война
С началом войны Архангельский находился на прежней должности.
В ноябре 1941 года был назначен на должность командующего ВВС 39-й армии, после чего принимал участие в Московской битве.
В июне 1942 года Архангельский был назначен на должность командира 211-й бомбардировочной авиационной дивизии (3-я воздушная армия, Калининский фронт), которая вскоре принимала участие на белыйском направлении, а также в Ржевско-Сычевской и Великолукской операциях.
В феврале 1943 года был назначен на должность командира 7-го смешанного авиационного корпуса, который вскоре принимал участие в Курской битве.
В январе 1944 года корпус под командованием Архангельского был преобразован в 4-й бомбардировочный, после чего принимал участие в Проскуровско-Черновицкой, Львовско-Сандомирской, Сандомирско-Силезской, Берлинской и Пражской наступательных операциях. За образцовое выполнение заданий командования в ходе Львовско-Сандомирской наступательной операции корпусу было присвоено почетное наименование «Львовский», а Пётр Петрович Архангельский был награждён орденом Суворова 2 степени.

### Послевоенная карьера
После окончания войны Архангельский находился на прежней должности. В апреле 1946 года был назначен на должность заместителя командующего, а в июле — на должность командующего 13-й воздушной армии.
В марте 1947 года был направлен на учёбу на авиационный факультет Высшей военной академии имени К. Е. Ворошилова, после окончания которого в апреле 1949 года был назначен на должность начальника управления боевой подготовки — помощника командующего по боевой подготовке ВВС Дальнего Востока, в июне 1950 года — на должность командующего 45-й воздушной армии, в ноябре 1953 года — на должность помощника командующего, в марте 1957 года — на должность 1-го заместителя командующего 57-й воздушной армии, а в мае 1958 года — на должность 1-го заместителя командующего 26-й воздушной армии.
Генерал-лейтенант авиации Пётр Петрович Архангельский с января 1960 года находился в распоряжении главнокомандующего ВВС и в июне того же года вышел в запас. Умер 21 мая 1998 года в Минске. Похоронен на Северном кладбище.

## Воинские звания
- Генерал-майор авиации (17 марта 1943 года);
- Генерал-лейтенант авиации (27 июня 1945 года).

## Награды
- Орден Жукова[1]
- Орден Ленина;
- Четыре ордена Красного Знамени;
- Орден Суворова 2 степени;
- Орден Богдана Хмельницкого 1 степени;
- Орден Отечественной войны 1 степени;
- Орден Красной Звезды;
- Медали;
- знак «50 лет пребывания в КПСС»
- Иностранные ордена.